# Henri Bosco
Henri Bosco (* 16. November 1888 in Avignon; † 4. Mai 1976 in Nizza) war ein französischer Dichter, Roman- und Jugendbuchautor. 

## Leben

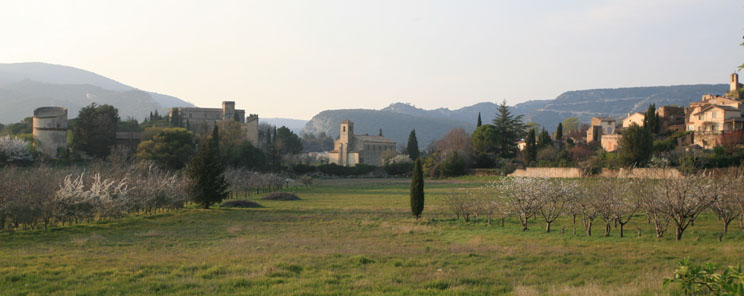
Blick auf Lourmarin

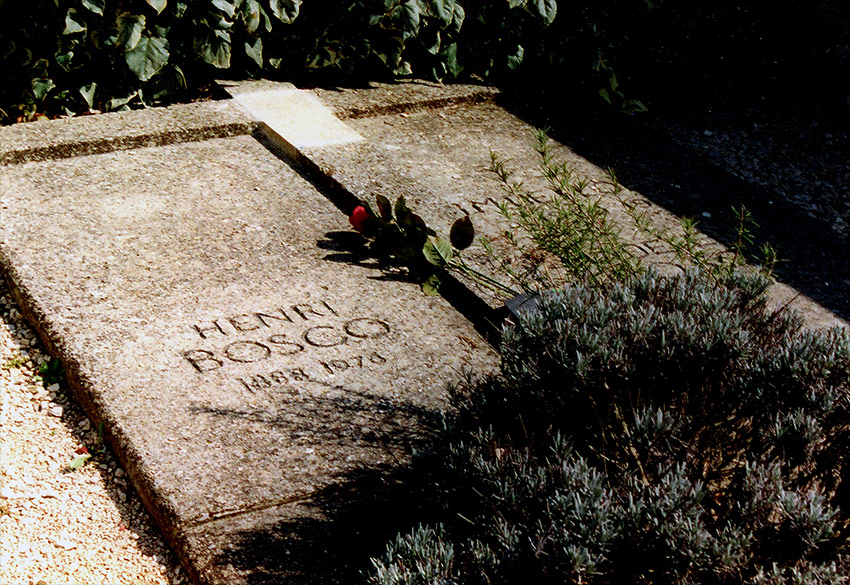
Boscos Grabstein in Lourmarin

Henri Bosco wurde 1888 in der Rue Carreterie Nr. 3 in Avignon geboren, wo sein Vater als Steinmetz, Geigenbauer und Tenor arbeitete. Ab seinem dritten Lebensjahr zog die Familie ins ländliche Lourmarin in die Provence.
Nach einem Studium der Klassischen Philologie und Italianistik in Avignon, Grenoble und Florenz lehrte Bosco zunächst an der Universität Belgrad, später in Grenoble und Neapel. Von 1931 bis 1955 lebte Bosco in Rabat, wo er die marokkanische Alliance française gründete. 
Henri Bosco verfasste an die dreißig bukolisch-phantastische Romane nach dem Vorbild von Nodier, Alain-Fournier und Jean Giono, in denen er sein romantisches und mystisches Weltbild zum Ausdruck brachte. Die Provence ist darin Arkadien, das verlorene Paradies.
Außerdem schrieb er mehrere Eklogen. Seine Jugendbücher gehören zu den Klassikern ihres Genres in Frankreich.
Der 1945 mit dem Prix Renaudot ausgezeichnete Roman Le Mas Théotime („Der Hof Theotime“) ist das bis heute bekannteste Buch des Autors.
Henri Boscos Grab befindet sich in Lourmarin, am Fuße des Lubéron.

## Thema und Stil
Zentraler Gegenstand der Werke von Boscos ist die Ergründung der menschlichen Seele auf der Suche nach dem Paradies. Kindern kommt dabei eine besondere Stellung zu. Bosco verwendet hierzu neben einer leicht verständlichen Oberflächenschicht und einer fesselnden Handlung ein dichtes Netz von Symbolen und Referenzen, „deren Entschlüsselung erst den tieferen Sinn der Erzählung freigibt“. Durch die Kombination von Gegensätzen versucht er ferner die ihnen innewohnenden divergierenden Weltsichten psychisch auszuloten.

## Auszeichnungen
- 1945: Prix Renaudot für Le Mas Théotime
- 1949: Prix des Ambassadeurs
- 1953: Grand prix national des Arts et Lettres
- 1965: Grand prix littéraire de la Méditerrannée
- 1968: Grand prix de littérature de l'Académie Française
- Ehrenbürger von Nizza und Avignon
- Komtur der Ehrenlegion
- Croix de guerre
- Ritter des Ordens der Krone von Italien[5]

## Werk (Auswahl)
- 1927: Pierre Lampedouze
- 1928: Églogues de la mer
- 1932: Le Sanglier
- 1937: L'Âne Culotte
- 1940: Hyacinthe
- 1944: Bucoliques de Provence
- 1945: Le Jardin d'Hyacinthe
- 1945: Le Mas Théotime
- 1945: L'Enfant et la rivière
- 1947: Monsieur Carré-Benoît à la campagne
- 1948: Malicroix
- 1950: Un rameau de la nuit
- 1954: L'Antiquaire
- 1957: Sabinus
- 1961: Un oubli moins profond
- 1971: Le Récif
- 1972: Tante Martine

### Deutschsprachige Ausgaben (Auswahl)
- Der Hof Theotime. Fischer Taschenbuch: 1962
- Weisser Fuchs und dunkler Zauber. Arena: 1968
- Die schlafenden Wasser. Freies Geistesleben: 1999
- Der Esel mit der Samthose. Übersetzt von Günther Vulpius. Ullstein Tb 1957, Klett-Cotta 1981, dtv 1991, Freies Geistesleben 1999

## Sekundärliteratur (Auswahl)
- Baptiste, Vinca. «Un voyage intérieur : l'enfant face à la nature dans le cycle de Pascalet». In: Henri Bosco : "Rêver l'enfance", Arras, Cahiers Robinson, n° 4, 1998, p. 135-145.
- Baudry, Robert. «Les signes symboliques (dates, noms, figures) dans l'art de Henri Bosco». In: L'art de Henri Bosco, Actes du IIe colloque international Henri Bosco, Paris, J. Corti, 1981, p. 54-84.
- Beckett, Sandra L. «Poétique du rêve et rêves poétiques chez Henri Bosco». In: Cahiers du CERMEIL, n° spécial : Actes..., n° 13, juin 1997, p. 16-24.
- Matt, Leonard von. Don Bosco. Don-Bosco-Verlag, München: 1987, 2. Aufl.
- Henky, Danièle. L' art de la fugue en littérature de jeunesse. Lang, Bern: 2004
- Verdaguer, Pierre. «Henri Bosco et l'utopie méridionaliste». In: The French Review, Vol. 74, No. 1, Oct. 2000
- Wertheimer, A. «En quête du paradis terrestre». In: Cahiers du Sud, n° 294, 1949, p. 261-284